# Joost van der Westhuizen
Joost van der Westhuizen (wym. [ˈjoəst ˈfɐn dɛr ˈvɛstˌɦœjsɛn]; ur. 20 lutego 1971 w Pretorii, zm. 6 lutego 2017 w Johannesburgu) – południowoafrykański rugbysta występujący na pozycji łącznika młyna, wielokrotny reprezentant kraju, mistrz świata.

## Kariera
Van der Westhuizen ukończył Hoërskool F.H. Odendaal (szkoła średnia), a następnie Uniwersytet w Pretorii z tytułem licencjata handlu. W rozgrywkach klubowych występował w barwach drużyn z Pretorii – w Currie Cup w zespole Blue Bulls, natomiast w rozgrywkach Super 12 w Bulls. 
W reprezentacji Południowej Afryki debiutował w 1993 roku w meczu z Argentyną; pod koniec lat 90. oraz w pierwszych latach XXI wieku był podstawowym łącznikiem młyna Springboks. Łącznie wystąpił w 89 meczach, co aż do 2007 roku stanowiło rekord kraju, który został pobity dopiero przez Percy’ego Montgomery. W momencie zakończenia kariery reprezentacyjnej Van der Westhuizen był również posiadaczem rekordu w liczbie przyłożeń w oficjalnych meczach reprezentacji. Podczas Pucharu Świata w 2011 roku dotychczasowy najlepszy wynik 38 przyłożeń poprawił Bryan Habana. Do tej pory jest to jednak najlepszy wynik wśród zawodników na pozycji numer 9. Van der Westhuizen powszechnie postrzegany jest jako jeden z najwybitniejszych graczy na swojej pozycji w historii dyscypliny, czemu dano wyraz przyjmując go do Międzynarodowej Galerii Sław Rugby.
Będąc nietypowej dla łącznika młyna silnej budowy ciała, znany był zarówno jako agresywny atakujący, jak też twardy obrońca. Van der Westhuizen pasował najlepiej do bardzo fizycznej rozgrywki, często włączając się w akcje formacji młyna. Największe sukcesy święcił grając wraz z Chesterem Williamsem oraz wybitnym obrońcą André Joubertem – w szczególności zaś wówczas, gdy atakowali w tempo po zamkniętej stronie młyna.
Wystąpił podczas Pucharu Świata w 1995 i 1999 roku. W trakcie pierwszego z nich w pamiętny sposób szarżował Jonah Lomu, co, wśród innych elementów, przyczyniło się do końcowego triumfu zawodników z Południowej Afryki. Siłą Van der Westhuizena była zarówno jego umiejętność znajdowania się na skraju rucków, co często dawało mu okazję do zdobycia przyłożenia, jak też nieustraszona obrona. Van der Westhuizen był także wielce inspirującym zawodnikiem, graczem-talizmanem, który brał czynny udział w wielu sukcesach Springboks. Zanim ostatecznie zrezygnował z gry w reprezentacji, wystąpił jeszcze (w roli kapitana) podczas Pucharu Świata w 2003 roku, gdzie jednak Bokke odpadli już w ćwierćfinale.
Joost van der Westhuizen zakończył karierę zdobywając każde trofeum dostępne dla zawodnika z RPA, poza triumfem w Super 12 i zwycięstwem w serii spotkań z British and Irish Lions. Dwukrotnie wygrał Currie Cup (1998 i 2002), raz Puchar Trzech Narodów (1998) i raz Puchar świata (1995).
W lipcu 2004 został komentatorem stacji SuperSport. Kontrakt został później rozwiązany w związku ze skandalem obyczajowym.

## Kontrowersje
W lutym 2009 roku gazeta Rapport oraz magazyn Heat podały do publicznej wiadomości, że są w posiadaniu nagrania na którym Van der Westhuizen odbywa stosunek seksualny z nieznaną z imienia kobietą, która dodatkowo zażywa niezidentyfikowaną białą substancję. Sam były rugbysta zaprzeczył, jakoby to on znalazł się na filmie, który wywołał w RPA tzw. Joostgate. Jednocześnie przyznał, że zna obydwie ukazane osoby, choć nigdy nie podał ich danych. W późniejszym czasie magazyn Heat opublikował w internecie ocenzurowaną wersję filmu. Van der Westhuizen zapowiedział podjęcie środków karnych i cywilnych przeciwko twórcom filmu, jednak ostatecznie nie doszło do tego.
W marcu 2009 roku Charmaine Weavers (Gale), skoczkini wzwyż, w obszernym wywiadzie dla magazynu YOU przyznała się do romansu z van der Westhuizenem, także w czasie, gdy jego żona Amor przebywała w szpitalu. Również w marcu, była striptizerka Marilize van Emmenis przyznała w wywiadzie dla Heat, że na nagraniu oprócz van der Westhuizena znajduje się ona sama, i że wówczas wspólnie zażywali narkotyki. Przeszła test na wariografie, a jej głos został zweryfikowany przez eksperta w tej dziedzinie. Van der Westhuizen odmówił komentarzy w sprawie zarzutów nieobyczajnego zachowania się zarówno z tą, jak też z innymi kobietami.
28 czerwca 2009 roku Van der Westhuizen trafił do szpitala z podejrzeniem ataku serca. Pomimo tego po przejściu badań został zwolniony, z uwagi na brak przesłanek przemawiających za problemami z sercem. Jednocześnie pojawiły się spekulacje wskazujące na podejrzewano napad paniki.
1 listopada 2009 roku były kapitan Bokke przyznał, że to on znajduje się na kontrowersyjnym filmie, jednocześnie przeprosił za wcześniejsze kłamstwa. Między innymi sprawie Joostgate poświęcona została autobiografia zawodnika, zatytułowana Spieëlbeeld (Człowiek w lustrze).

## Choroba
12 maja 2011 roku oficjalnie ogłoszono, że Van der Westhuizen cierpi na zanik mięśni. Wkrótce lekarze z Cleveland Clinic postawili diagnozę, zgodnie z którą były kapitan reprezentacji choruje na stwardnienie zanikowe boczne – schorzenie, które stopniowo prowadzi do całkowitego zaniku mięśni i paraliżu ciała. Potwierdzili oni, że van der Westhuizen ma jedynie 80% szans na przeżycie od dwóch do pięciu lat. Już pod koniec 2011 roku były rugbysta miał problemy z całkowicie poprawną artykulacją słów.
Van der Westhuizen zmarł 6 lutego 2017 roku. Jego prywatna ceremonia pogrzebowa odbyła się 10 lutego 2017 w kościele Lewende Woord Church, Brummerii w Pretorii.

## Życie prywatne
Z żoną Amor Vittone miał dwoje dzieci, Jordana i Kylie. Para pozostawała w separacji, była w trakcie rozwodu.